# Estación Rogier
La estación de metro Rogier es una estación de metro de Bruselas en el segmento norte de las líneas 2 y 6 que también sirve líneas de tranvía en el eje norte-sur, en especial las líneas del premetro 3 y 4. Lleva el nombre de Charles Rogier, decimotercer primer ministro de Bélgica. Se inauguró como premetro el 18 de agosto de 1974 y se convirtió en una estación de metro completa el 2 de octubre de 1988. La estación se encuentra bajo el anillo pequeño en Place Rogier / Rogierplein en el municipio de Saint-Josse-ten-Noode.
- Datos: Q3087261
- Multimedia: Rogier metro station / Q3087261